# 第45回グラミー賞
第45回グラミー賞 (45th Grammy Awards) は2003年2月23日にニューヨークのマディソン・スクエア・ガーデンで開催された。

## 概要
ノラ・ジョーンズの作品が主要4部門すべてを独占した。

## 主要部門受賞者
当節の記述のうち、特記していない項目の出典はである。

### 主要4部門
年間最優秀レコード賞
- "ドント・ノー・ホワイ（Don't Know Why）" - ノラ・ジョーンズ

年間最優秀アルバム賞
- 『ノラ・ジョーンズ（Come Away With Me）』 - ノラ・ジョーンズ

年間最優秀楽曲賞
- "ドント・ノー・ホワイ（Don't Know Why）" - ジェシー・ハリス

最優秀新人賞
- ノラ・ジョーンズ
- アシャンティ
- ミシェル・ブランチ
- アヴリル・ラヴィーン
- ジョン・メイヤー

### ポップ
最優秀女性ポップ・ボーカル・パフォーマンス
- "ドント・ノー・ホワイ（Don't Know Why）" - ノラ・ジョーンズ（『ノラ・ジョーンズ（Come Away With Me）』所収）

最優秀男性ポップ・ボーカル・パフォーマンス
- "Your Body Is A Wonderland" - ジョン・メイヤー（『Room for Squares』所収）

最優秀ポップ・パフォーマンス（デュオもしくはグループ）
- "Hey Baby" - ノー・ダウト（『ロック・ステディ（Rock Steady）』所収）

最優秀ポップ・コラボレーション
- "ザ・ゲーム・オブ・ラヴ （The Game Of Love）" - カルロス・サンタナ＆ミシェル・ブランチ（カルロス・サンタナ『シャーマン』所収）

最優秀ポップ・インストゥルメンタル・パフォーマンス
- "Auld Lang Syne" - B.B.キング（『ア・クリスマス・セレブレイション・オブ・ホープ（A Christmas Celebration of Hope）』所収）

最優秀ポップ・ボーカル・アルバム
- 『ノラ・ジョーンズ（Come Away With Me）』 - ノラ・ジョーンズ

最優秀ポップ・インストゥメンタル・アルバム
- 『ジャスト･チリン（Just Chillin'）』 - ノーマン・ブラウン

### トラディッショナル・ポップ
最優秀トラディッショナル・ポップ・ボーカル・アルバム
- 『Playin' With My Friends - Bennett Sings The Blues』 - トニー・ベネット

### ダンス
最優秀ダンス録音（分類変更）
- "Days Go By" - ダーティ・ヴェガス（英語版）（『Dirty Vegas』所収）

### ロック
最優秀女性ロック・ボーカル・パフォーマンス
- "Steve McQueen" - シェリル・クロウ（『カモン・カモン（C'mon, C'mon）』所収）

最優秀男性ロック・ボーカル・パフォーマンス
- "The Rising" - ブルース・スプリングスティーン（『ザ・ライジング（The Rising）』所収）

最優秀ロック・パフォーマンス（デュオもしくはグループ）
- "In My Place" - コールドプレイ（『静寂の世界（A Rush Of Blood To The Head）』所収）

最優秀ロック・インストゥルメンタル・パフォーマンス
- "Approaching Pavonis Mons By Balloon (Utopia Planitia)" - ザ・フレーミング・リップス（『Yoshimi Battles the Pink Robots』所収）

最優秀ハードロック・パフォーマンス
- "All My Life" - フー・ファイターズ（『ワン・バイ・ワン（One by One）』所収）

最優秀メタル・パフォーマンス
- "Here to Stay" - コーン（『アンタッチャブルズ（Untouchables）』所収）

最優秀ロック・ソング
- "The Rising" - ブルース・スプリングスティーン（『ザ・ライジング（The Rising）』所収）

最優秀ロック・アルバム
- 『ザ・ライジング（The Rising）』 - ブルース・スプリングスティーン

### オルタナティヴ
最優秀オルタナティヴ・ミュージック・アルバム
- 『静寂の世界（A Rush Of Blood To The Head）』 - コールドプレイ
- 『シー・チェンジ（Sea Change）』 – ベック
- 『ウォーキング・ウィズ・ジー（Walking with Thee）』 – クリニック
- 『クルーエル・スマイル（Cruel Smile）』 – エルヴィス・コステロ＆The Imposters
- 『Behind the Music』 – The Soundtrack of Our Lives

### R&B
最優秀女性R&Bボーカル・パフォーマンス
- "He Think I Don't Know" - メアリー・J. ブライジ（『No More Drama』2002年版所収）

最優秀男性R&Bボーカル・パフォーマンス
- "U Don't Have To Call" - アッシャー（『8701』所収）

最優秀R&Bパフォーマンス（デュオもしくはグループ）
- "Love's In Need Of Love Today" - スティーヴィー・ワンダー＆テイク6（テイク6『ビューティフル・ワールド（Beautiful World）』所収）

最優秀トラディッショナルR&Bボーカル・パフォーマンス（改名）
- "What's Going On" - チャカ・カーン・アンド・ザ・ファンク・ブラザーズ（『永遠のモータウン（Standing in the Shadows of Motown）』より）

最優秀アーバン／オルタナティヴ・パフォーマンス
- "Little Things" - インディア・アリー（『インディアへの旅（Voyage to India）』所収）

最優秀R&Bソング
- "Love Of My Life (An Ode To Hip Hop)" - エリカ・バドゥ、Madukwu Chinwah、Rashid Lonnie Lynn（コモン）、Robert Ozuna、ジェイムズ・ポイザー（英語版）、ラファエル・サディーク（英語版）、グレン・スタンリッジ。performed by エリカ・バドゥ featuring コモン。

最優秀R&Bアルバム
- 『インディアへの旅（Voyage To India）』 - Alvin Speights（エンジニア、ミキサー）。シャノン・サンダース（プロデューサー）。インディア・アリー（プロデューサー、アーティスト）

最優秀コンテンポラリーR&Bアルバム
- 『Ashanti』 - ブライアン・スプリンガー、Milwaukee Buck aka Buck 3000（プロデューサー、ミキサー）。7 Aurelius（エンジニア、ミキサー、プロデューサー）。Irv Gotti（プロデューサー）。アシャンティ（歌手）

### ラップ
最優秀女性ラップ・パフォーマンス
- "Scream a.k.a. Itchin'" - ミッシー・エリオット（『Miss E... So Addictive』所収）

最優秀男性ラップ・パフォーマンス
- "Hot in Herre" - ネリー（『Nellyville』所収）

最優秀ラップ・パフォーマンス（デュオもしくはグループ）
- "The Whole World" - アウトキャスト featuring キラー・マイク（英語版）（『Big Boi and Dre Present... Outkast』所収）

最優秀ラップ／サング・コラボレーション
- "ジレンマ（Dilemma）" - ネリー featuring ケリー・ローランド（『Nellyville』所収）

最優秀ラップ・アルバム
- 『ザ・エミネム・ショウ（The Eminem Show）』 - エミネム
- 『Word of Mouf』 – リュダクリス
- 『タランチュラ（Tarantula）』 – ミスティカル
- 『Nellyville』 – ネリー
- 『Diary of a Sinner: 1st Entry』 – Petey Pablo

### カントリー
最優秀女性カントリー・ボーカル・パフォーマンス
- "Cry" - フェイス・ヒル

最優秀男性カントリー・ボーカル・パフォーマンス
- "Give My Love To Rose" - ジョニー・キャッシュ

最優秀カントリー・パフォーマンス（デュオもしくはグループ）
- "Long Time Gone" - ディキシー・チックス（『ホーム（Home）』所収）

最優秀カントリー・コラボレーション（ボーカルあり）
- "Mendocino County Line" - ウィリー・ネルソン＆リー・アン・ウーマック（英語版）

最優秀カントリー・インストゥルメンタル・パフォーマンス
- "Lil' Jack Slade" - ディキシー・チックス（『ホーム（Home）』所収）

最優秀カントリー・ソング
- "Where Were You (When The World Stopped Turning)" - アラン・ジャクソン（英語版）（ソングライター）

最優秀カントリー・アルバム
- 『ホーム（Home）』 - Lloyd Maines（プロデューサー）。Gary Paczosa（エンジニア、ミキサー）。ディキシー・チックス（プロデューサー、アーティスト）。

最優秀ブルーグラス・アルバム
- 『Lost In The Lonesome Pines』 - David Castle（エンジニア、ミキサー）。クリンチ・マウンテン・ボーイズ（英語版）、ジム・ローダーデイル（英語版）（プロデューサー、アーティスト）＆ラルフ・スタンレー（アーティスト）

### ニューエイジ
最優秀ニューエイジ・アルバム
- 『Acoustic Garden』 - ティングスタッド＆ランベル（英語版）

### ジャズ
最優秀ジャズ・インストゥメンタル・ソロ
- "My Ship" - ハービー・ハンコック（ハービー・ハンコック、マイケル・ブレッカー、ロイ・ハーグローヴ『ディレクションズ・イン・ミュージック〜マイルス&コルトレーン・トリビュート（Directions in Music: Live at Massey Hall）』所収）

最優秀ジャズ・インストゥメンタル・アルバム（個人もしくはグループ）
- 『ディレクションズ・イン・ミュージック〜マイルス&コルトレーン・トリビュート（Directions in Music: Live at Massey Hall）』 - ハービー・ハンコック、マイケル・ブレッカー、ロイ・ハーグローヴ

最優秀ラージ・ジャズ・アンサンブル・アルバム
- 『ホワット・ゴーズ・アラウンド（What Goes Around）』 - デイヴ・ホランド・ビッグ・バンド

最優秀ジャズ・ボーカル・アルバム
- 『ライヴ・イン・パリ（Live in Paris）』 - ダイアナ・クラール

最優秀コンテンポラリー・ジャズ・アルバム
- 『スピーキング・オブ・ナウ（Speaking Of Now）』 - パット・メセニー・グループ

最優秀ラテン・ジャズ・アルバム
- 『The Gathering』 - カリビアン・ジャズ・プロジェクト

### ゴスペル
最優秀ポップ／コンテンポラリー・ゴスペル・アルバム
- Jars of Clay『The Eleventh Hour』 - Vance Powell、Jack Joseph Puig（エンジニア／ミキサー）。Jars of Clay（プロデューサー）。

最優秀ロック・ゴスペル・アルバム
- Third Day『Come Together』 - Monroe Jones（プロデューサー）。James J Dineen III（エンジニア／ミキサー）。

最優秀トラディショナル・ソウル・ゴスペル・アルバム
- ブラインド・ボーイズ・オブ・アラバマ『Higher Ground』 - John Chelew（プロデューサー）。Jimmy Hoyson（エンジニア／ミキサー）。

最優秀コンテンポラリー・ゴスペル・アルバム
- Eartha『Sidebars』 - Glaurys Ariass、Helsa Ariass（プロデューサー兼エンジニア／ミキサー）。Chris Puram（エンジニア／ミキサー）。Eartha（プロデューサー）。

最優秀サザン、カントリー、もしくはブルーグラス・ゴスペル・アルバム
- The Jordanaires、Larry Ford、The Light Crust Doughboys『We Called Him Mr. Gospel Music: The James Blackwood Tribute Album』 - Art Greenhaw（プロデューサー兼エンジニア／ミキサー）。Tim Cooper、Chuck Ebert、Art Greenhaw、Adrian Payne、Robb Tripp、Philip W. York（エンジニア／ミキサー）。

最優秀ゴスペル・クワイアもしくはコーラス・アルバム
- Brooklyn Tabernacle Choir『Be Glad』 - B.J. Goss（エンジニア／ミキサー）。Carol Cymbala（プロデューサー）。

### ラテン
最優秀ラテン・ポップ・アルバム
- 『Caraluna』 - バローシス（英語版）

最優秀トラディショナル・トロピカル・ラテン・ポップ・アルバム
- 『El Arte Del Sabor』 - ベボ・バルデス（英語版）・ トリオ

最優秀メキシカン／メキシカン－アメリカン・アルバム
- 『Lo Dijo El Corazón』 - ジョン・セバスチャン（英語版）

最優秀ラテン・ロック／オルタナティヴ・アルバム
- 『Revolución De Amor』 - マーナ（英語版）

最優秀テハーノ・アルバム
- 『Acuérdate』 - エミリオ・ナバイラ（英語版）

最優秀サルサ・アルバム
- 『La Negra Tiene Tumbao』 - セリア・クルーズ

最優秀メレンゲ・アルバム
- 『Latino』 - グルーポ・マニア（英語版）

### ブルース
最優秀トラディショナル・ブルース・アルバム
- B.B.キング『ア・クリスマス・セレブレイション・オブ・ホープ（A Christmas Celebration of Hope）』 - B.B.キング（プロデューサー）。Anthony Daigle、John Holbrock（エンジニア／ミキサー）。

最優秀コンテンポラリー・ブルース・アルバム
- ソロモン・バーク『ドント・ギヴ・アップ・オン・ミー（Don't Give Up on Me）』 - Joe Henry（プロデューサー）。S. Husky Höskulds （エンジニア／ミキサー）。

### フォーク
最優秀トラディショナル・フォーク・アルバム
- 『Legacy』 - Steven Heller（プロデューサー）。Steven Heller（エンジニア、ミキサー）。David Holt（プロデューサー、アーティスト）。ドク・ワトソン。

最優秀コンテンポラリー・フォーク・アルバム
- 『ディス・サイド（This Side）』 - アリソン・クラウス（プロデューサー）。Gary Paczosa（エンジニア、ミキサー）。ニッケル・クリーク。

最優秀ネイティブ・アメリカン・ミュージック・アルバム
- 『Beneath the Raven Moon』 - Thomas A. Wasinger（プロデューサー）。Mary Youngblood（プロデューサー、アーティスト）。

### レゲエ
最優秀レゲエ・アルバム
- 『Jamaican E.T.』 - リー・ペリー

### ポルカ
最優秀ポルカ・アルバム
- 『Top of the World』 - ジミー・スター

### ワールドミュージック
最優秀ワールドミュージック・アルバム
- 『ムンド～地球（Mundo）』 - ルーベン・ブラデス

### チルドレンズ
最優秀ミュージカル・アルバム（子供向け）
- Riders in the Sky『モンスターズ・インク：Scream Factory Favorites』 - Joseph Miskulin（プロデューサー）。Dan Rudin、Brent Truitt（エンジニア／ミキサー）。

最優秀スポークン・ワード・アルバム（子供向け）
- 『There Was an Old Lady Who Swallowed a Fly』 - トム・チェイピン（英語版）

### スポークン
最優秀スポークン・ワード・アルバム
- マヤ・アンジェロウ『A Song Flung Up to Heaven』 - Charles B. Potter（プロデューサー）

最優秀スポークン・ワード・コメディ・アルバム
- ロビン・ウィリアムズ『Robin Williams - Live 2002』 - Nathaniel Kunkel（エンジニア／ミキサー）。Peter Asher（プロデューサー）。

### ミュージカル・ショー
最優秀ミュージカル・ショー・アルバム
- The original Broadway cast including マリッサ・ジャレット・ウィノカー＆ハーヴェイ・ファイアスタイン『Hairspray』 - Peter Karam（エンジニア／ミキサー）。マーク・シャイマン（プロデューサー、作曲者兼作詞者）。

### 映画、テレビもしくは他のビジュアルメディア向け
最優秀コンピレーション・サウンドトラック・アルバム（映画、テレビもしくは他のビジュアルメディア向け）
- ファンク・ブラザース（英語版）、Various Artists『永遠のモータウン（Standing in the Shadows of Motown）』 - Allan Slutsky、Harry Weinger（プロデューサー）。Ted Greenberg（プロデューサー、エンジニア、ミキサー）。Kooster McAllister（エンジニア、ミキサー）。

最優秀楽曲（映画、テレビもしくは他のビジュアルメディア向け）
- ジョン・グッドマン、ビリー・クリスタル "If I Didn't Have You" - ランディ・ニューマン（ソングライター）（『モンスターズ・インク（Monsters, Inc.）』）

最優秀サウンドトラック・アルバム（映画、テレビもしくは他のビジュアルメディア向け）
- 『ロード・オブ・ザ・リング（The Lord of the Rings: The Fellowship of the Ring）』 - John J. Kurlander（エンジニア／ミキサー）。ハワード・ショア（プロデューサー＆作曲者）。

### 作曲・編曲
最優秀作曲
- "『シックス・フィート・アンダー（Six Feet Under）』タイトル・テーマ" - トーマス・ニューマン（作曲者）

最優秀インストゥルメンタル編曲
- "『シックス・フィート・アンダー（Six Feet Under）』タイトル・テーマ" - トーマス・ニューマン（編曲者）

最優秀インストゥルメンタル編曲（ボーカリストあり）
- ジェームス・テイラー "Mean Old Man" - デイヴ・グルーシン（編曲者）（『オクトーバー・ロード（October Road）』所収）

### パッケージングおよびノーツ
最優秀録音パッケージ
- ディクシー・チックス『ホーム（Home）』 - Kevin Reagan（アート・ディレクター）

最優秀ボックスドもしくは特別限定版パッケージ（改名）
- チャーリー・パットン『Screamin' and Hollerin' the Blues: The Worlds of Charley Patton』 - Susan Archie（アート・ディレクター）

最優秀アルバム・ノーツ
- チャーリー・パットン『Screamin' and Hollerin' the Blues: The Worlds of Charley Patton』 - David H. Evans Jr.（アルバム・ノーツ・ライター）

### ヒストリカル
最優秀ヒストリカル・アルバム
- チャーリー・パットン『Screamin' and Hollerin' the Blues: The Worlds of Charley Patton』 - Dean Blackwood（プロデューサー）。David Glasser、Christopher King、Matt Sandoski（エンジニア）。

### 制作・エンジニアリング
最優秀エンジニアド録音（非クラシカル）
- ノラ・ジョーンズ『ノラ・ジョーンズ（Come Away With Me）』 - ジェイ・ニューランド（英語版）＆S. Husky Höskulds（エンジニア）

最優秀エンジニアド録音（クラシカル）
- ロバート・スパーノ（英語版）、Norman Mackenzie、アトランタ交響楽団＆合唱団『ヴォーン・ウィリアムズ：海の交響曲（交響曲第1番）（A Sea Symphony (Sym. No. 1)）』 - Michael J. Bishop（エンジニア）

最優秀リミックスド録音（非クラシカル）
- ノー・ダウト "Hella Good (Roger Sanchez Remix Main)" - ロジャー・サンチェス（英語版）（リミキサー）（『ロック・ステディ（Rock Steady）』所収）

プロデューサー・オブ・ザ・イヤー（非クラシカル）
- アリフ・マーディン

プロデューサー・オブ・ザ・イヤー（クラシカル）
- ロバート・ウッズ（英語版）

### ミュージック・ビデオ
最優秀ミュージック・ビデオ（短編）
- エミネム "Without Me" - ジョセフ・カーン（英語版）（ビデオ・ディレクター）。Greg Tharp（ビデオ・プロデューサー）。

最優秀ミュージック・ビデオ（長編）
- ザ・クラッシュ『ウエストウェイ・トゥ・ザ・ワールド（The Clash: Westway to the World）』 - ドン・レッツ（ビデオ・ディレクター）

### 特別賞
ミュージケアーズ・パーソン・オブ・ザ・イヤー
- ボノ[2]

グラミー・レジェンド賞
- ビージーズ

生涯業績賞
- エタ・ジェームス
- ジョニー・マティス
- グレン・ミラー
- ティト・プエンテ
- サイモン&ガーファンクル